# Pholidota pachyglossa
Pholidota pachyglossa là một loài thực vật có hoa trong họ Lan. Loài này được Aver. miêu tả khoa học đầu tiên năm 1999.